# Symbole der Woiwodschaft Opole

Wappen

Flagge

Amtlich Flagge

Logo

Zu den Symbolen der Woiwodschaft Oppeln gehören ein Wappen, eine Flagge und zwei Logos.

## Wappen
Das Wappen der Woiwodschaft Oppeln stellt einen goldenen gekrönten Adler auf blauem Hintergrund dar. Der Adler blickt nach rechts. Das Wappen wurde am 4. September 2001 angenommen.
Das Wappen geht auf das historische Wappen Oberschlesiens zurück.

## Flagge
Die Flagge der Woiwodschaft Oppeln besteht aus zwei horizontalen Streifen. Die Farbgebung beruht auf der Grundlage des Wappens.
Der obere goldene Streifen nimmt 2/3 der Flagge ein, der untere blaue Streifen nimmt 1/3 der Flagge ein.
Die Flagge wurde am 28. September 2004 angenommen.
Die alte Flagge der Woiwodschaft beruhte auf der Flagge Oberschlesiens. Die historische Flagge Oberschlesiens besteht aus zwei gleich großen horizontalen Streifen. Der obere Streifen ist golden, der untere blau.

## Logo
Das erste Logo der Woiwodschaft Oppeln besteht aus dem Piastenturm von Oppeln und dem blauen Schriftzug Opolskie.
Das zweite Logo der Woiwodschaft besteht aus einer Blume aus gelben und blauen Streifen, in der Mitte der Blume befindet sich das O des Schriftzuges Opolskie. Ergänzt wird das Logo durch den Schriftzug kwitnące (blühend), also Blühende Woiwodschaft Oppeln.